# Фор Бојар
Координате: 45°59′59″С 1°12′50″З
Фор Бојар (фр. Fort Boyard) је утврђење које се налази између острва Екс и острва Олерон, у региону Поату-Шарант. Првобитно је саграђено с циљем да се лука заштити од енглеске морнарице у XVII веку. Фор Бојар чини саставни део Поморског арсенала Рошфора који се протеже дуж читавог ушћа реке Шарант у Атлантски океан. Данас њиме газдује Генерални савет департмана Приморски Шарант.

## Основно
Утврђење је дугачко 68 метара а широко 31 метар. Бедеми достижу висину од 20 метара. Подигнуто је на пешчаном спруду названом longe de Boyard по коме је утврђење и добило назив. Може се видети са моста који повезује острво Олерон са копном (јужна страна острва), али и са светионика Шасирон кад је лепо време (крајњи север острва). Свакога лета, одатле се пушта ватромет, који се може посматрати са свих околних плажа.
Овај ватромет садржи на хиљаде експлозива и траје, у просеку, тридесетак минута.

## Историјат
Утврђење је подигнуто ради заштите поморског арсенала Рошфора, који је био један од најпрестижнијих у целом царству. Прави разлог подизања овога утврђења и поред чињенице да су топови били распоређени на обалама острвâ јесте тај што је њихов домет био исувише слаб (1.500 метара, отприлике) и што је између два острва постојала једна зона изван њиховог домашаја.
Одмах пошто је оформљен поморски арсенал, 1666, уочена је неопходност његове адекватне заштите. Одмах по отпочињању радова, било је предвиђено да longe de Boyard послужи као темељ за градњу, али након што је обавио одређене прорачуне, Себастијан Ле Претр де Вобан је рекао Лују XIV :
„Величанство, било би лакше ухватити Месец зубима него покушати на овом месту такав подухват“.
Требало је потом чекати све до почетка XIX века да би питање поново добило на актуелности. Нацрт је представљен Наполеону и 1801. почело се са радовима. Да би градња утврђења била могућна, пројекат је предвиђао постављање темеља на стенама. Залихе стена из краљевских каменолома налазиле су се у Бојарвилу и почело се са њиховим искрцавањем у море. Ова операција могла се одвијати само током неколико часова дневно, за време осеке, због морске струје. Из истог разлога, радови су се могли одвијати само по лепом времену. Али учинак није био онакав каквом су се надали, стене су се под сопственом тежином заривале у морско дно. Напослетку, 1809. пројекат је одложен на неодређено време.
Тек за време владавине Луј-Филипа и обнављања напетости између Француза и Британаца наставило се са пројектом, 1837. године. Овога пута примењена је нова метода. Нису више стене избациване у море, већ коцке очврслог креча, направљене на лицу места. Најзад, 1848. завршена је изградња постоља, чиме је оно издигнуто два метра изнад нивоа мора за време плиме. Градња утврђења, право речено, потрајала је од тада још десет година:
- 1852: завршена градња доњег нивоа (магацини барута и хране, кухиње).
- 1854: завршетак градње првог нивоа.
- 1857: завршена је изградња утврђења заједно са последњим нивоом и извидничком кулом.

Утврђење је сада могло прихватити две стотине педесет људи на период од два месеца без општења са копном. Али од првих замисли до завршетка градње, домет топова се знатно повећао, те је сврсисходност грађевине била доведена у питање. У сваком случају, опстајала је као значајно неимарско дело на мору, баш као што се то десило са неким светионицима. Њена војна намена никада неће бити онаква каква је требало да буде. Нашла се, затим, на мети пљачкаша; на концу, више нико није знао шта би се са њом могло учинити. За време Париске комуне (1871), послужиће као затвор.
Најзад, 1913. војска се од ње растала, топови су распродати. Током Другог светског рата, служила је Немцима као мета за гађање.
Године 1961. утврђење је понуђено на аукцији по почетној цени од 7.500 франака. Највишу цену од 28.000 франака понудио је Ерик Аер, зубар из Аворијаа, који је утврђење оставио напуштеним. Препродао је утврђење 1989. за 1,5 милиона франака продуценту телевизијских игара Жаку Антоану. Овај га је одмах продао Генералном савету департмана Приморски Шарант. Заузврат, департман се обавезао да ће предузети рестаураторске радове и обезбедити искључиво право коришћења објекта продукцијској групи Жака Антоана (JAC). Отада, ово место је постало декор за телевизијску емисију.

## Препород почев од 1989. године
Почев од 1989, почела је темељита обнова утврђења. На двадесет пет метара од утврђења подигнута је платформа (она је стално присутна, али се никада не види на телевизији) како би био омогућен приступ бродом, што је до тада било неизводљиво откако је пристајалиште порушено. Утврђење је у целости очишћено — педесет центиметара гуана (природно ђубриво настало распадањем наслага птичијег измета) и седамсто кубних метара разне прљавштине су уклоњени. Направљено је унутрашње двориште на првом нивоу, а средишње двориште је подељено на два дела: „ризница“ је побочна одаја која служи представљању кандидата.
Године 1996. артиљеријске платформе су расклопљене и рестауриране. Али Фор Бојар је трошан и море му наноси нова оштећења. Након обављених снимања, 1998. департман одлучује да започне нову етапу рестаурације споменика. Тераса ће у целости бити растављена, камен по камен, и поново састављена након што буде очишћена. Хеликоптер који је коришћен током ових радова начинио је укупно близу шест хиљада обрта између утврђења и Бојарвила.
Ова рестаурација омогућила је, исто тако, комплетно чишћење зидова фасаде, као и репарацију одређеног броја пукотина. Још једном је из почетка урађена хидроизолација терасе. Зидни часовник са клатном, који није био обухваћен рестаурацијом 1989, поправљен је 1998. године. На крају, ова фаза радова трајала је од 1998. до априла 1999. године. За сада, последња је била рестаурација средишњег дворишта током зиме 2003—2004.
Од 1950. Фор Бојар је увршћен у шири списак споменика културе.

## Телевизија
- Од 1990. телевизијска игра првобитно насловљена са Кључеви Фор Бојара, затим Фор Бојар, тамо је снимана, при чему су ћелије утврђења послужиле као сценографија за игре спретности и издржљивости.

## Филм
Утврђење је послужило као декор за снимање следећих филмова:
- (1962)
- (1967)

## Галерија
- Тврђава за време осеке, јужна страна
- Тврђава за време осеке, северна страна
- Тврђава за време осеке, источна страна
- Страна тврђаве окренута острву Екс